# 蓋爾山 (阿默高山脈)
47°31′11″N 10°52′30″E / 47.51972°N 10.87500°E

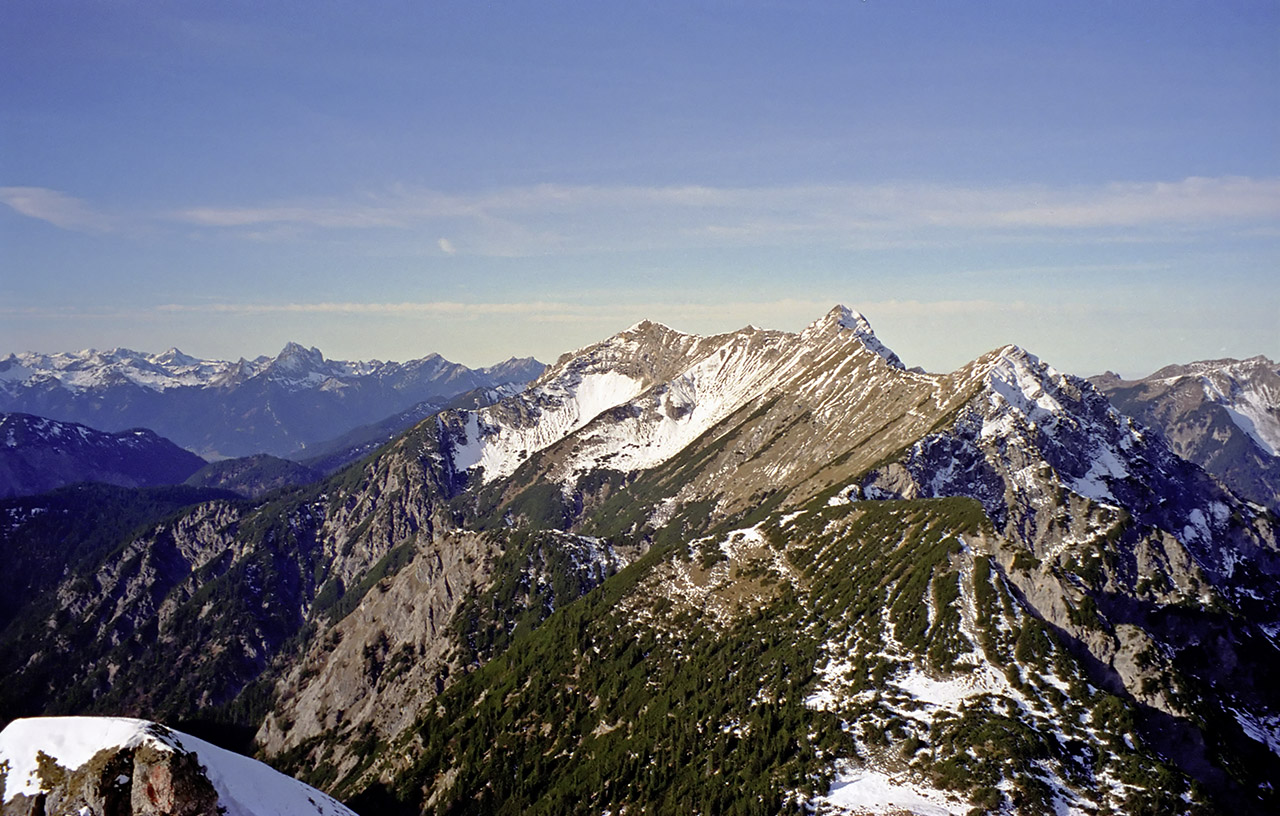

蓋爾山（德語：Geierköpfe），是奧地利的山峰，位於該國西部，由蒂羅爾州負責管轄，屬於阿默高山脈的一部分，距離克羅伊茨峰3.3公里，海拔高度2,161米，每年平均降雨量1,698毫米。